# Registre national des lieux historiques dans le comté de Del Norte

Localisation du comté de Del Norte en Californie

Ceci est la liste des lieux historiques inscrits sur le registre national dans le comté de Del Norte en Californie.
C'est censé être une liste exhaustive des propriétés et des districts des lieux historiques du registre national dans le comté de Del Norte, en Californie. Les coordonnées de latitude et longitude sont fournies pour la plupart des propriétés et les districts du registre national ; ces localisations peuvent être aperçus sur Google Map.

Il y a 14 propriétés et districts répertoriés sur le registre national dans le comté.

## Liste actuelle
| Position | ID       | Type | Nom                                                      | Localisation                                                                                 | Ville                                   | Date d'inscription | Image | Coordonnées                          | Description |
| -------- | -------- | ---- | -------------------------------------------------------- | -------------------------------------------------------------------------------------------- | --------------------------------------- | ------------------ | ----- | ------------------------------------ | --- |
| 1        | 02000535 | NRHP | Brother Jonathan (bateau)                                | À environ 4,5 milles (7,2 km) à l'ouest de Point St. George                                  | Crescent City                           | 21 mai 2002        |       | 41° 46′ 29″ nord, 124° 20′ 50″ ouest | |
| 2        | 83001177 | NRHP | Phare de Battery Point                                   | A St., Battery Point Island                                                                  | Crescent City                           | 15 septembre 1983  |       | 41° 44′ 39″ nord, 124° 12′ 07″ ouest | Also known as Battery Point Light |
| 3        | 77000121 | HD   | Endert's Beach Archeological Sites                       | Adresse restreinte                                                                           | Crescent City                           | 30 juin 1977       |       |                                      | |
| 4        | 98000262 | HD   | Gasquet Ranger Station Historic District (en)            | 10600 CA 199                                                                                 | Gasquet                                 | 26 mars 1998       |       | 41° 50′ 43″ nord, 123° 57′ 51″ ouest | |
| 5        | 93001109 | NRHP | Mus-yeh-sait-neh Village and Cultural Landscape Property | Adresse restreinte                                                                           | Gasquet                                 | 25 octobre 1993    |       |                                      | |
| 6        | 77000120 | NRHP | O'Men Village Site                                       | Adresse restreinte                                                                           | Klamath                                 | 30 juin 1977       |       |                                      | |
| 7        | 74000509 | NRHP | Old Requa (en)                                           | Adresse restreinte                                                                           | Parc national de Redwood                | 16 décembre 1974   |       |                                      | |
| 8        | 01001151 | NRHP | Osgood Ditch (en)                                        | Canal historique d'Osgood Ditch                                                              | Forêt nationale de Rogue River-Siskiyou | 4 octobre 2001     |       | 41° 57′ 59″ nord, 123° 37′ 56″ ouest | Extends into Josephine County, Oregon |
| 9        | 76000481 | HD   | Point St. George (en)                                    | Adresse restreinte                                                                           | Crescent City                           | 17 mai 1976        |       |                                      | |
| 10       | 78000282 | NRHP | Radar Station B-71                                       | Ouest de Klamath                                                                             | Klamath                                 | 19 avril 1978      |       | 41° 31′ 20″ nord, 124° 04′ 45″ ouest | |
| 11       | 79000253 | NRHP | Redwood Highway                                          | Ouest de Klamath                                                                             | environs de Klamath                     | 17 décembre 1979   |       | 41° 36′ 36″ nord, 124° 06′ 26″ ouest | Ce segment de l'route 101 des États-Unis (en) 101 dans le parc national de Redwood a été abandonné dans les années 1930, environ une décennie après son ouverture. En raison de son abandon précoce, il a conservé des preuves des techniques de construction routière des années 1920 sans modification ultérieure. Il faisait partie de la première autoroute nationale dans les comtés de Humboldt et de Del Norte, qui a transformé le transport et l'économie dans la région.                                                         |
| 12       | 93001373 | NRHP | Phare de St George Reef                                  | Nord-Ouest de Seal Rock, approximativement à 6 miles nautique de la côte de Point St. George | Crescent City                           | 9 décembre 1993    |       | 41° 50′ 14″ nord, 124° 22′ 31″ ouest | |
| 13       | 01001149 | NRHP | Upper Ditch (en)                                         | Canal historique de Logan/Esterly Upper Ditch                                                | Forêt nationale de Rogue River-Siskiyou | 4 octobre 2001     |       | 42° 01′ 10″ nord, 123° 38′ 06″ ouest | S'étend dans le comté de Josephine, en Oregon. Ce fossé, construit en 1854 pour fournir l'eau de la rivière de l'Illinois d'East Fork vers plusieurs mines hydrauliques, a rapidement rapporté un gros bénéfice à ses investisseurs. Le fossé irriguaient les mines mises en œuvre par ses propriétaires, ainsi que fournissait de l'eau à vendre pour d'autres excavations à proximité. Il a continué à fonctionner jusqu'en 1942, lorsque les dernières opérations d'extraction hydraulique dans la haute vallée de l'Illinois ont cessé |
| 14       | 73000400 | HD   | Yontocket Historic District (en)                         | Adresse restreinte                                                                           | Fort Dick (en)                          | 18 décembre 1973   |       |                                      | |